# Ana Betancour
Ana Talía Betancour David (ur. 17 stycznia 1986) – kolumbijska zapaśniczka. Olimpijka z Londynu 2012, gdzie zajęła siedemnaste miejsce w kategorii 72 kg.
Srebrny medal na igrzyskach Ameryki Płd w 2006 i na mistrzostwach Ameryki Południowej w 2012; brązowy na igrzyskach boliwaryjskich w 2005 i 2009 roku.